# Leif Rovsing
Ludvig Leif Sadi Rovsing født Qvist (født 27. juli 1887 i København, død 17. juni 1977 i Ordrup) var dansk elitetennisspiller og fremtrædende fortaler for homoseksuelles rettigheder.

## Barndom
Leif var uægte barn af den ugifte 31-årige Marie Katrine Quist (1856-1931), der ti dage inden fødslen flyttede ind hos grosserer Elif Harald Rovsing (1846-1910). I 1889 blev Leif adopteret af Rovsing og fik adoptivfaderens efternavn. Elif Rovsing var formentlig Leif Rovsings biologiske far.[kilde mangler]
Elif Rovsing var søn af professor Kristen Rovsing, der bestyrede Borgerdydsskolen, hvor den unge Leif Rovsing kom i skole og tog sin studentereksamen 1905.
Elif Rovsing døde i 1910 og efterlod en formue til sin 22-årige adoptivsøn Leif, som han investerede i aktier i bl.a. De forenede Bryggerier, Burmeister & Wain, Den kongelige Porcelainsfabrik og Schous Sæbehus.

## Tenniskarriere
Leif Rovsing blev allerede som trettenårig i 1900 medlem af KB og vandt i perioden 1907-1916 fem danske mesterskaber i herredouble: I 1907, 1908 og 1913 udendørs med Hans Wedege (KB) som makker samt i 1916 indendørs med Erik Tegner (B.93) og udendørs med Aage Madsen (B.93).
Han deltog for første og eneste gang i Wimbledon i 1910, hvor han i single tabte sin første kamp i 5 sæt til L.E. Milburn fra England og i herredouble sammen med Poul Groes-Petersen (B.93) tabte i første runde til det indiske par Athar-Ali Fyzee og Ali Hassan Fyzee ligeledes i 5 sæt.
Han deltog ved OL i 1912 i Stockholm. I single blev han i sin første kamp slået ud af svenskeren Charles Wennergren med cifrene 4-6, 9-7, 6-8, 6-1, 6-1. I herredouble blev han sammen med makkeren Victor Hansen (B.93) slået ud i den første kamp af det russiske par Aleksandr Alejnicyn og Mikhail Sumarokow-Elston med cifrene 2-6, 6-3, 7-5, 6-3.
I nogle få år omkring Første Verdenskrig blev der afviklet VM i tennis på overdækket bane. Ved det første i 1913 i Stockholm deltog Rovsing uden den store medgang, men ved det sidste VM i Barcelona 1923 nåede han sammen med Erik Tegner (B.93) herredouble-finalen, som de tabte i 3 sæt til Henri Cochet og Jean Couitéas fra Frankrig. 
Han opnåede også at blive både svensk og norsk international herresinglemester.

## Udelukkelse fra dansk tennis på grund af homoseksualitet
I 1917 blev Rovsing udelukket fra alle tennisturneringer under Dansk Boldspil-Union på grund af formodet homoseksualitet, efter det af B.93s bestyrelse var blevet rapporteret til DBU, at en attenårig tennisspiller fra klubben havde besøgt ham i hjemmet året inden. Rovsing var inden udelukkelsen kaldt til møde i DBU, hvor han ikke bare nøjedes sig med at erkende intime stunder med unge mænd; han argumenterede også for den homoseksuelle kærligheds fortræffeligheder: »Homoseksualitet er smukt og rent, hygiejnisk og æstetisk«. Han afsluttede med en kritisk konstatering: »Nok kunne DBU fjerne ham fra tennisverdenen, men det ville ikke fjerne homoseksualitet fra DBU«.
I ét af sine mange breve til Dansk Boldspil-Union skrev Rovsing i 1918: »Livet har ingen værdi for mig uden tennis,«. I et andet brev skrev han: »Jeg deler skæbne med Georg Brandes, Herman Bang, General Moltke etc. som alle blev forjaget fra deres fædreland, men som i udlandet fik deres ærgerrigheds tørst slukket. (...) Der kommer sikkert en dag, hvor D.B.U. også vil erfare, at simpel optræden straffes.«
Den 6. juli 1921 meddelte DBU Rovsing, at eksklusionen var ophævet, og at han igen kunne spille i hvilken som helst klub, der ville have ham som medlem, og igen deltage i turneringskampe. Efterfølgende blev Rovsing af det nystiftede Dansk Lawn-Tennis Forbund udtaget til og deltog i VM i starten af februar 1923 i Barcelona.
B.93 protesterede: »Hr. Rovsings Moral er af en sådan Beskaffenhed, at den står i åben Modstrid med de Maal, som det er al sund Idræts Opgave at tilstræbe, nemlig legemlig og sjælelig Sundhed. Bestyrelsen i Københavns Boldspil-Union kunne heller ikke acceptere udtagelsen, og på KBUs generalforsamling den 26. februar 1923 nedsattes en kommission til “Fornyet Undersøgelse af Sagen Rovsing”; resultatet af kommissionens arbejde blev fremlagt den 16. november samme år. Efter dette udspil blev Rovsing suspenderet, indtil DBU kunne træffe sin afgørelse om udelukkelse på bestyrelsesmødet den 17. maj 1924. Den 3. august 1925 uddybede DBU udelukkelsen fra 1924 således, at Rovsing stadig kunne ikke deltage i turneringer arrangeret af DBU eller Dansk Lawn-Tennis Forbund og klubber herunder, men DBU havde ikke noget imod, om han spillede mod danske medlemmer i udlandet, så længe arrangørerne tillod dette.«.
I marts 1924 havde Rovsing for første gang truet med at tage sit eget liv: »Skal jeg atter excluderes, tager jeg mit liv! Døden er langt at foretrække for atter at blive anset som sædelighedsforbryder, som ingen tør vise sig i selskab med – ikke vil jeg genleve år, som de jeg var excluderet i, hvor tanken kredsede om det ene, den uret exclusjonen var for mig … Men skal jeg atter leve måneder, år, som jeg er begyndt idag, med tanken ene kredsende om min magtesløshed overfor den uret, der øves mod mig, set fra mit synspunkt – da blir jeg gal – og da er døden at foretrække.«
I 1927 forberedte Rovsing sammen med Kløvermarkens Tennis Klub en egenfinansieret turnering. De fleste af datidens fremtrædende tennisspillere indvilgede i at deltage, men Dansk Lawn-Tennis Forbund forbød Rovsing at deltage. Det medførte, at klubben anlagde sag mod DBU. Kløvermarkens Tennis Klub ville have Rovsing som medlem, eftersom han intet ulovligt havde foretaget sig på tennisbanen, og homoseksualitet i øvrigt ikke var i strid med dansk lovgivning. DBU forsvarede sig ud fra logikken: Personer med Rovsings anskuelser og opførsel bør ikke have adgang til spillernes omklædnings- og baderum. Den 12. oktober 1928 afsagde Østre Landsret dom i sagen: »Til værn for de unge Medlemmer« i klubberne blev udelukkelsen stadfæstet.
Tankerne om selvmord svirrede fortsat i hovedet på ham, og han skrev med rystende, usammenhængende håndskrift bønfaldende henvendelser til KBU, DBU, DLTF og KB. I sin fortvivlelse og for at komme tilbage til den sport, han elskede, afskrev Rovsing helt sin homoseksualitet i et brev til DBU: »Jeg skal gerne i fremtiden sige, at homosex er strafbart og en forfærdelig sygdom.«

## Dansk Tennis Club
Rovsing måtte i lang tid ikke spille i de københavnske klubber, så for at kunne spille tennis etablerede han sin egen turnering i 1919 og byggede og finansierede i 1921 sin egen tennishal med det officielle navn Dansk Tennis Club på Rygårds Allé 75 i Studiebyen i Hellerup, som han lod pryde med ægyptiske og balinesiske udsmykninger.Rovsing rejste i Fjernøsten og levede i en lang periode i Bali. Rovsing boede i den bolig, der blev opført i tilknytning til tennishallen. Såvel tennishallen som Dansk Tennis Club eksisterer stadig og ejes og drives af Dansk Tennis Fond.
Hallens arkitekt er Henry Madsen.
Den officielle indvielse skete ved en opvisningskamp mellem Henning Larsen og Leif Rovsing 8. oktober 1922.
I 1925 vurderede Rovsing, at hans tennisanlæg havde kostet ham cirka 350.000 kr.[kilde mangler]

## Efter tenniskarrieren
Landsrettens dom i 1928 satte et definitivt punktum for Rovsings tenniskarriere.
Han begyndte et intensivt rejseliv; inden Anden verdenskrig var han ikke mindre end otte gange på længere rejser til troperne, hvor især Bali vakte hans begejstring. I starten af 1930'erne købte han en 8 ha stor grund i Asserbo ved Tisvilde Hegn, dels fordi han var optaget af naturbeskyttelse og ønskede at bevare området, men også for med opførelsen af en Bali-landsby at genskabe den tropeidyl, han havde oplevet på sine rejser til Bali.
Han tog til genmæle mod DBU gennem foredrag, artikler, bogudgivelser, rejseskildringer og ikke mindst en livslang kamp for at få homoseksualitet accepteret i sportsverdenen. I 1950'erne var han en produktiv bidragyder til det homofile tidsskrift Vennen, som han støttede økonomisk. Han oprettede Leif Rovsings Legat til fremme af seksuelt oplysningsarbejde om bl.a. »afvigelser fra normale kønslige forhold«.
I 1955 blev hans hjem under Pornografiaffæren ransaget af politiet, og han blev anholdt og varetægtsfængslet i femten dage, sigtet for at have haft sex med en prostitueret under 18 år. Han nægtede sig skyldig og så anklagen som en hævn for sine skrifter, men fik en betinget dom på tredive dages fængsel for uanstændighed.
Rovsing flyttede på plejehjem i Ordrup i 1970'erne, hvor han døde barnløs i 1977.
Han havde testamenteret hele sin formue til Dansk Tennis Fond til videreførelse af tennishallen på Rygaards Allé og Dansk Tennis Club og til forskellige ideelle og almennyttige formål. Fonden har desuden siden 2007 ejet og drevet en legatbolig i Gudhjem for udøvende billedkunstnere, forfattere og komponister.